# SIG-Sauer 1911-22
SIG-Sauer 1911-22 è una pistola semi-automatica prodotta dall'azienda tedesca SIG Sauer derivante dal modello M1911 di cui ne mantiene tutte le caratteristiche tecniche, utilizzata principalmente per addestramento e per il tiro a segno.
E' alimentata da proiettili calibro .22 LR, da cui prende anche parte del nome. Grazie al calibro molto ridotto e al costo complessivo minore rispetto a pistole di pari calibro, è assai diffusa e usata. Il caricatore ha una capacità di 10 colpi.
È disponibile in varie colorazioni, tra cui una rivestita in nichel.